# De'Angelo Wilson
De'Angelo Wilson est un acteur américain né le 29 mars 1979 à Dayton (Ohio) et qui s'est suicidé le 26 novembre 2008 à Los Angeles (Californie).

## Filmographie
- 2002 : Antwone Fisher de Denzel Washington : Jesse à 19 ans
- 2002 : 8 Mile de Curtis Hanson : DJ Iz
- 2005 : The Salon, de Mark Brown : DD
- 2006 : Mercy Street, de Michael David Trozzo : Julius